# Тэшфел, Анри
Анри́ Тэ́шфел (фр. Henri Tajfel, польское имя при рождении: Hersz Mordche Tajfel; 22 июня 1919 — 3 мая 1982) — польский и британский ученый, специалист в области социальной психологии, автор теории социальной идентичности. За свою жизнь он внес значительный научный вклад в понимание социального восприятия, межгрупповых отношений и групповой принадлежности, а также помог в создании успешной профессиональной Европейской Ассоциации Социальной Психологии (EASP).

## Биография

### Детство и юношество

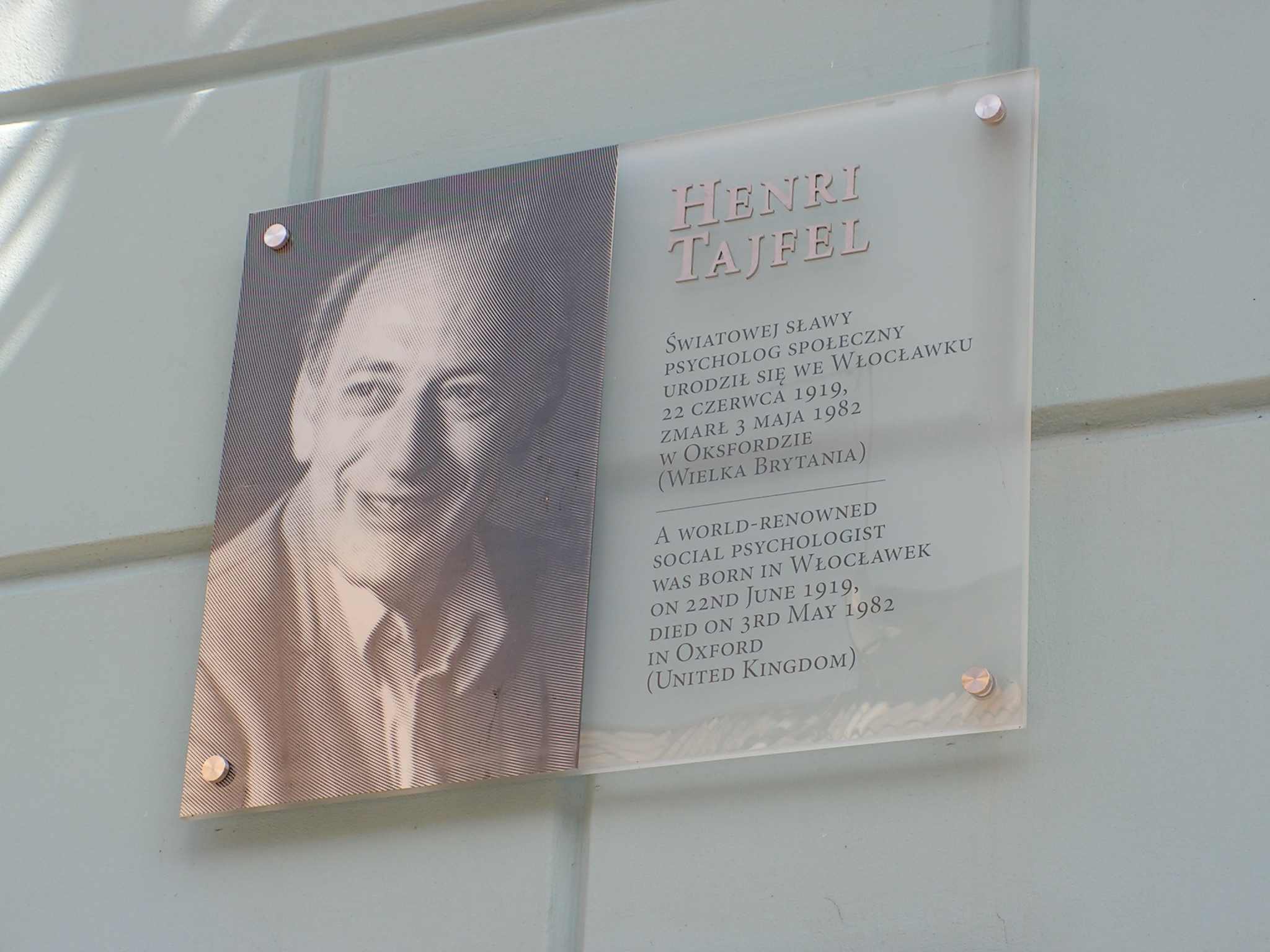
Мемориальная доска Анри Тэшфелу в его родном городе Влоцлавек

Анри Тэшфел родился 22 июня 1919 года в еврейской семье в городе Влоцлавек (Włocławek) в Польше. Он очень любил свою мать, но с отцом отношения у Анри не складывались. Ходил в гимназию. Однако, точно неизвестно, была ли это государственная гимназия или частная еврейская. Из-за дискриминации и притеснения евреев в Польше, Тэшфел столкнулся с трудностью поступления в польский университет, поэтому в 1936 году он эмигрировал во Францию и поступил в университет Сорбонна, где изучал химию.

### Военные годы
Когда в 1939 году Германия вторглась в Польшу, Тэшфел находился во Франции. Он свободно разговаривал на французском языке, поэтому в 1939 году был призван во Французскую армию. Однако уже в 1940 году Тэшфел был захвачен немецкими войсками и до конца войны пребывал в немецких лагерях для военнопленных. Зная о тех ужасах, которые ждут еврея в плену, Тэшфел стоял перед дилеммой того, должен ли он умолчать о своем еврейском происхождении и утверждать, что он является гражданином Франции или нет.
После окончания войны, когда Тэшфел вернулся домой, он узнал, что большая часть его ближайших родственников и друзей была убита во время Холокоста.
Этот опыт повлиял на его дальнейшую карьеру. Тэшфел понял, что его судьба, как и судьба многих других людей, полностью зависит от групповой принадлежности.

### Послевоенный период
После войны Анри Тэшфел провел шесть лет, стараясь помочь восстановить жизнь сирот, беженцев и выживших в концлагерях. Он работал с рядом организаций, включая Организацию беженцев ООН, еврейскую гуманитарную организацию «Детский благотворительный фонд» (OSE), а также дома для еврейских детей Франции и Бельгии.
Во время поездки в Англию для того, чтобы приютить несколько еврейских детей, Тэшфел познакомился с молодой девушкой еврейкой родом из Германии. Она сумела бежать в Англию до начала Второй мировой войны. Этой девушкой была Анна-Софи Эбер, которая в 1948 году стала женой Анри Тэшфела и подарила ему двух сыновей.

## Профессиональное становление

### Переезд в Великобританию
Все эти события, а также притеснения, угнетения, постоянный враждебный культурный и политический климат, которые сопровождали Тэшфела с раннего детства, глубоко повлияли на него и его будущую исследовательскую деятельность. Он стремился понять истоки дискриминации, межгруппового конфликта и роли, которую процессы социальной идентичности играют в его сохранении и разрешении. С 1946 года Тэшфел начал изучать психологию.
В 1951 году он эмигрировал в Великобританию и поступил на бакалавриат в Лондонский университет Биркбек (англ. Birkbeck, University of London) для того, чтобы получить высшее психологическое образование. Там же он получил стипендию за доклад о дискриминации. 
Окончив в 1954 году университет с дипломом первого класса Анри Тэшфел продолжал занимать академические должности. Сначала он работал научным сотрудником в университете Дарема, позже в 1956 году стал преподавателем социальной психологии в Оксфордском университете, где проработал 11 лет. В 1967 году его назначили на кафедру социальной психологии в Бристольском университете, где он проводил исследования различных областей социальной психологии, национализма, причин возникновения предрассудков и межгрупповых отношений. Изначально задумывавшиеся как начальный этап, на основе которого можно будет определить причины социальных предубеждений и межгрупповой дискриминации для последующих исследований, эксперименты с группами подвели Анри Тэшфела и его ученика Джона Тернера к созданию в 1979 году теории социальной идентичности (SIT).
Также Тэшфел принимал активное участие в том, чтобы Бристольский университет вошел в Европейским центр исследований в области социальной психологии. В этом университете Тэшфел проработал вплоть до своей смерти в 1982 году.

### Исследования Тэшфела
Главный вклад Тэшфела состоит в том, что он разработал теорию межгрупповых отношений и теорию социальной идентичности. Однако, этому предшествовал ряд исследований и экспериментов, проведенных в 60—70-е годы XX века.
Было множество работ в социальной психологии по межгрупповым отношениям. Они ставили акцент на паттернах возникновения дискриминации и предрассудков и чаще всего утверждали, что агрессия и враждебность заложена в человеческой природе. Соответственно психологический контекст выносился за скобки.
Далее возникла теория реального конфликта. Ее сторонником в том числе был Музафер Шериф. Он с коллегами предположил, что конфликт между группами возникает в том случае, когда существует реальный конфликт интересов и борьба за ресурсы. Чтобы доказать это предположение они в 1954 году провели эксперимент в лагере бой-скаутов, где разделили подростков, приехавших в лагерь, на две группы и дали им задание на условиях соревнований.
А. Тэшфел попытался найти иной источник возникновения предрассудков. Он предположил, что простая и даже шаткая принадлежность к одной группе, не подкрепленная конкретной материальной, физической и экономической пользой, и осознание того, что существует другая группа приведет к ингрупповому фаворитизму и аутгрупповой враждебности. Для проверки его догадки был разработан эксперимент.

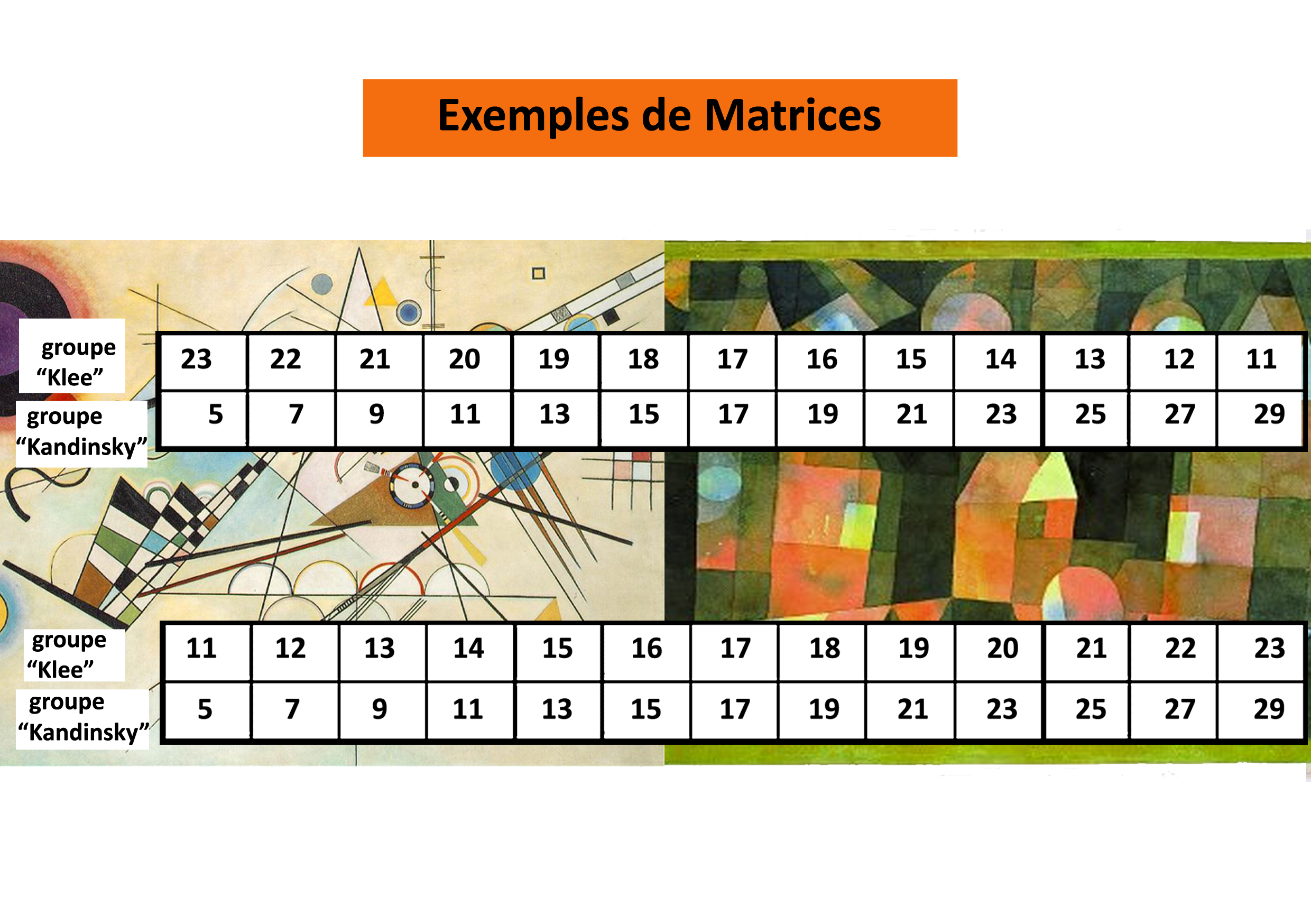
Пример матрицы

Эксперимент протекал следующим образом. В первой серии испытуемых произвольно разделяли на две группы. Испытуемые работали раздельно, в индивидуальных помещениях. Их задача заключалась в том, чтобы решить, как распределить денежно вознаграждаемые баллы между двумя другими испытуемыми. Каждый испытуемый знал, в какой группе он находится, а также каково групповое членство тех участников, между которыми он должен был распределять деньги. Последние, однако, оставались анонимными и были представлены лишь числовым кодом. Распределение очков сводилось к выбору двух числовых значений на специально сконструированных матрицах. Оказалось, что решения испытуемых проходили в пользу своей группы и дискриминировали группу другую.
Во второй серии испытуемых также разделили на две группы. Но матрицы были сконструированы таким образом, что различные виды преимуществ находились в прямом противопоставлении друг с другом. Так, в одних матрицах, чем ближе выбор испытуемого приближался к максимальной выгоде группы в целом, тем меньше была возможная сумма денег, распределяемая каждому члену ингруппы отдельно. В других матрицах максимальное денежное вознаграждение члена ингруппы также означала максимальное вознаграждение члена аутгруппы. Другими словами, член ингруппы мог получить денег больше, чем член аутгруппы, только за счет получения в абсолютном размере меньшей суммы. Как не парадоксально, но испытуемые предпочитали не получить больше денег, а обыграть другую группу.

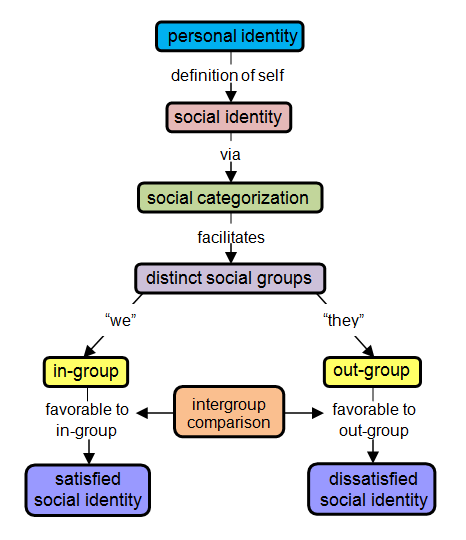
Модель Теории социальной идентичности

Таким образом, эксперимент показал, что межгрупповая дискриминация возникает даже тогда, когда собственные интересы участников совершенно не затрагиваются и никак не связаны с предпочтением собственной группы. Не существует никакого межгруппового соревнования, конфликта и нет никакой предшествующей или актуальной враждебности или агрессии между участниками, относящимися к разным группам. Единственной целью подобной дискриминации, по мнению А.Тэшфела, является установление различий в пользу собственной группы, иногда даже в том случае, когда это противоречит элементарным практическим ее интересам. Эти данные показывают то, что межгрупповая дискриминация действительно может возникнуть даже в условиях, когда нет никакого соревнования между группами, нет никакой связи между решениями испытуемых, основанными на дискриминации и их собственными материальными выгодами и нет никаких оснований возникновения враждебности между группами. На основании этих результатов был сформирован закон - закон неизбежности установления позитивно валентных различий в пользу ингруппы, который стал признаваться универсальной константой социальных отношений .
На основании этих наблюдений Тэшфел и Тернер разработали теорию социальной идентичности (SIT).  Под социальной идентичностью понималась часть Я-концепции, которая возникает в тот момент, когда индивид осознает свою принадлежность к группе, в совокупности с эмоциональной привязанностью и принятием ценностей данной группы. В контексте теории социальной идентичности рассматривалась социальная обусловленность предрассудков и того, как человек осознает самого себя в качестве элемента социального мира. Тэшфел утверждал что идентификация индивида, осознание своей принадлежности к той или иной группе связаны с социальным познанием. Сама же социальная идентичность формируется и познается человеком за три шага. Первый шаг - социальная категоризация; второй шаг - социальная идентификация; третий шаг - социальная идентичность. Также в теории рассматривался вопрос принадлежности индивида сразу к нескольким группам.

## Награда имени А. Тэшфела
В мае 1982 года честь в покойного Анри Тэшфела Европейская ассоциация социальной психологии создала награду его имени. Эта награда присуждается члену ассоциации за внесение значительного вклада и достижения в области социальной психологии. Член Европейской Ассоциации Социальной Психологии (EASP) избирается исполнительным комитетом осенью перед общим собранием и предоставляет доклад на Общем собрании, который публикуется в следующем выпуске Европейского журнала социальной психологии. Награждаемый получает сертификат, а также серебряную медаль с соответствующей надписью.

## Опубликованные работы
За свою профессиональную деятельность Анри Тэшфел опубликовал 7 книг и более 95 статей.
- Tajfel, H. (1959). A note on Lambert’s Evaluation reactions to spoken languages. Canadian Journal of Psychology, 13, 86-92.
- Tajfel, H. (1960). Nationalism in the modern world: The nation and the individual. The Listener, 63, No. 1624, 846—847.
- Tajfel, H. (1963). Stereotypes. Race, V, 3-14. Reprinted in J.O. Whittaker (Ed.), (1972). Recent discoveries in psychology. Philadelphia: W. B. Saunders.
- Tajfel, H. (1964). Cognitive aspects of the development of nationalism. Proceedings of the XVth International Congress of Applied Psychology, Ljubljana.
- Tajfel, H., Sheikh, A. A., & Gardner, R. C. (1964). Content of stereotypes and the inference of similarity between members of stereotyped groups. Acta Psychologica. 22, 191—201.
- Tajfel, H. (1965). Some psychological aspects of the colour problem. Chapter 10 in Colour in Britain, pp. 127–137. London: BBC Publications.
- Tajfel, H. (1966). Children and foreigners. New Society, June, 30. Reprinted in A. Etzioni and M. Wenglinsky (Eds), (1970). War and its prevention. New York: Harper and Row.
- Tajfel, H. (1966). I pregiudizi di colore in Gran Bretagna: I’esperienza degli studenti d’Africa, d’Asia et delle Indie occidentali. Rivista di Sociologia, 3, 53-82.
- Tajfel, H. (1966). Co-operation between human groups. The Eugenics Review, 58, 77-84. Reprinted in Magyar Filozofiai Szemle (1967), 3.
- Tajfel, H. & Jahoda, G. (1966). Development in children of concepts and attitudes about their own and other nations: a cross-national study. Proceedings of the XVIIIth International Congress of Psychology, Moscow, Symposium 36, pp. 17–33. In translation in Ceskoslovenska Psychologie (1966), 11, 437—444.
- Tajfel, H. (1969). The formation of national attitudes: a social psychological perspective. In M. Sherif (Ed.), Interdisciplinary relationships in the social sciences. Chicago: Aldine, pp. 137–176
- Tajfel, H. (1969). Cognitive aspects of prejudice. Journal of Biosocial Sciences, 1, Suppl. Mon. No. 1, Biosocial aspects of race, pp. 173–191. Reprinted in Journal of Social Issues (1969), XXV (No. 4), 79-97; and in P. Watson (Ed.), (1973). Psychology and race. Harmondsworth: Penguin Books.
- Tajfel, H. (1970). Aspects of national and ethnic loyalty. Social Science Information, IX (3), 119—144.
- Tajfel, H. (1970). Experiments in intergroup discrimination. Scientific American, 233 (5), 96-102. Reprinted in R. C. Atkinson (Ed.), (1971). Contemporary psychology. San Francisco: W. H. Freeman.
- Tajfel, H., Nemeth, C., Jahoda, G., Campbell, J. D. & Johnson, N. B. (1970). The development of children’s preferences for their own country: a cross-national study. International Journal of Psychology, 5, 245—253.
- Tajfel, H., Flament. C., Billig, M. G. & Bundy, R. P. (1971). Social categorization and intergroup behaviour. European Journal of Social Psychology, 1, 149—178.
- Tajfel, H. (1972). Vorurteil. In Lexikon der psychologie, Vol. 111. Freiburg: Verlag Herde.
- Tajfel, H., Jahoda, G., Nemeth, C., Rim, Y. & Johnson, N. B. (1972). Devaluation by children of their own national or ethnic group: Two case studies. British Journal of Social and Clinical Psychology, 11, 235—243.
- Tajfel, H. (1974). Social Identity and intergroup behaviour. Social Science Information/Information sur les Sciences Sociales, 13 (2), Apr., 65 −93.
- Tajfel, H. & Billig, M. (1974). Familiarity and categorization in intergroup behaviour. Journal of Experimental Social Psychology, 10, 159—170.
- Tajfel, H. (1975). The exit of social mobility and the voice of social change: Notes on the social psychology of intergroup relations. Social Science Information/Information sur les Sciences Sociales, 14 (2), 101—118: Reprinted in Przeglad Psychologiczny (1979), 22(1), 17-38.
- Tajfel, H. (1976). Exit, voice and intergroup relations. In L. Strickland, F. Aboud & K. Gergen (Eds), Social psychology in transition. New York: Plenum Press.
- Tajfel, H. (1976). Against biologism. New Society, 37 (No. 721), 240—242.
- Tajfel, H. (1977). Human intergroup conflict: Useful and less useful forms of analysis. In M. von Cranach, K. Foppa, W. Lepenies & D. Ploog (Eds), (1979). Human ethology: The claims and limits of a new discipline. Proceedings of a Symposium held at the Werner-Reimers-Stiftung, Bad Homburg, October 1977. Cambridge: Cambridge University Press.
- Tajfel, H. (1978) The social psychology of minorities. London: Minority Rights Group, report no. 38.
- Tajfel, H. (Ed.) (1978). Differentiation between social groups: Studies in the social psychology of intergroup relations. London: Academic Press.
- Tajfel, H. & Turner, J.C. (1979). An integrative theory of intergroup conflict. In W. G. Austin & S. Worchel (Eds), The social psychology of intergroup relations. (pp. 33–47). Monterey, CA: Brooks Cole. Also revised as, The social identity theory of intergroup behaviour. In S. Worchel & W. G. Austin (Eds), (1986). Psychology of intergroup relations. (pp. 7–24). Chicago: Nelson Hall.
- Turner, J. C., Brown, R. J. & Tajfel, H. (1979). Social comparison and group interest in ingroup favouritism. European Journal of Social Psychology, 9, 187—204.
- Tajfel, H. (1980). Experimental studies of intergroup behaviour. In M. Jeeves (Ed), Survey of psychology, No. III. London: George Allen and Unwin.
- Tajfel, H. (1981). Human groups and social categories: studies in social psychology. Cambridge: Cambridge University Press. German, Portuguese, Spanish and Italian translations: Stuttgart: Klett-Cotta; Lisbon: Livros Horizontos; Barcelona: Herder; and Bologna: Il Mulino.
- Tajfel, H. (1981), Social stereotypes and social groups. In J. Turner and H. Giles (Eds), (1981). Intergroup behaviour. (pp. 144–167). Blackwell: Oxford. Translated and reprinted in Tajfel, H. (1982). Stereotype spoleczne I grupy spoleczne. Social stereotypes and social groups. Studia Psychologisczne, 20 (2), 5-25,
- Vaughan, G. M., Tajfel, H. & Williams, J. (1981). Bias in reward allocation in an intergroup and an interpersonal context. Social Psychology Quarterly, 44, 37-42.
- Tajfel, H. (1982), Social psychology of intergroup relations. Annual Review of Psychology, 33, 1-39.
- Tajfel, H. (Ed.) (1982). Social identity and intergroup relations. London/New York: Cambridge University Press. Preface and Introduction: H. Tajfel. Chapter 16 H. Tajfel: Instrumentality, identity and social comparisons.
- Tajfel, H. (1983), Prejudice. In R. Harré & R. Lamb (Eds), The encyclopaedic dictionary of psychology. Oxford: Blackwell.
- Tajfel, H. (1957). Value and the perceptual judgement of magnitude. Psychological Review, 64, 192—204. Reprinted in M. D. Vernon (Ed.), (1966). Experiments in visual perception. Harmondsworth: Penguin Books; C. W. Backman and P. F. Secord (Eds), (1966). Problems in social psychology. New York: McGraw-Hill; G. Hunyady (Ed.), (1972). Szocialpszichologia. Budapest: Gondolat; J. R. Torregrosa (Ed.), (1973) Teoria e investigacion en la psicologia social actual. Madrid: Instituto de la Opinion Publica.
- Tajfel, H. (1959). Quantitative judgement in social perception. British Journal of Psychology, 50, 16-29. Abbreviated and translated in D. Jodelet, J. Viet & P. Besnard (1970). La psychologie sociale. Paris: Mouton.
- Tajfel, H. (1959). The anchoring effects of value in a scale of judgements. British Journal of Psychology, 50, 294—304.
- Tajfel, H. & Cawasjee, S. D. (1959). Value and the accentuation of judged differences. Journal of Abnormal and Social Psychology, 59, 436—439.
- Tajfel, H. (1962). Social perception. Chapter 1 in G. Humphrey and M. Argyle (eds), Social psychology through experiment. (pp. 20–54). London: Methuen.
- Tajfel, H. & Wilkes, A. L. (1963). Classification and quantitative judgment. British Journal of Psychology, 54, 101—114.
- Tajfel, H. & Winter, D. G. (1963). The interdependence of size, number and value in young children’s estimates of magnitude. Journal of Genetic Psychology, 102, 115—124. Reprinted in F. Dambrot, A. Friedman & J. A. Popplestone (1965). Readings for general psychology. Wm. C. Brown Book Co.
- Tajfel, H. (1964). Human «judgment» in the laboratory. Categories and Stereotypes. Common factor. 1, 1.
- Tajfel, H. (1964). Bias in judgment. New Society, 4, 11-12.
- Tajfel, H., Everstine, L. & Richardson, A, (1964) Individual judgment consistencies in conditions of risk taking, Journal of Personality, 32, 550—565.
- Tajfel, H., Richardson, A. & Everstine, L. (1964). Individual consistencies in categorizing: a study of judgmental behaviour. Journal of Personality, 32, 90-108. Reprinted in P. B. Warr (Ed.), (1970). Thought and personality. Harmondsworth: Penguin Books.
- Tajfel, H., and Wilkes, A. L. (1964). Salience of attributes and commitment to extreme judgments in the perception of people. British Journal of Social and Clinical Psychology, 2, 40-49.
- Bruner, J. S., and Tajfel, H. (1965). Width of category and concept differentiation. Journal of Personality and Social Psychology, 2, 261—264, 266—267.
- Tajfel, H. (1966). Study of cognitive and affective attitudes, final report. Grant AF-EOAR 64-59.
- Tajfel, H. (1966). The nature of information in social influence: an unexplored methodological problem. Proceedings of the XVIIIth International Congress of Psychology, Moscow, Symposium 34, 50-57,
- Tajfel, H. & Bruner, J. S. (1966). The relation between breadth of category and decision time. British Journal of Psychology, 57, 71-75.
- Wilkes, A. L. & Tajfel, H. (1966). Types de classification et importance du contraste relatif. Bulletin de C.E.R.P., 15, 71-81.
- Tajfel, H. (1968). Social perception. In International encyclopaedia of the social sciences. Vol. XI, 567—575.
- Tajfel, H. (1969). Social and cultural factors in perception. Chapter in G. Lindzey & E. Aronson (Eds), Handbook of social psychology, Vol. III, 2nd edn. Cambridge, MA: Addison-Wesley, (pp. 315–394).
- Tajfel, H. (1972). La catégorisation sociale. In S. Moscovici (Ed.), Introduction à la psychologie sociale. Paris: Larousse (Translation).
- Tajfel, H. (1976). Social psychology and social processes/La Psicologia sociale e i processi sociali. Giornale Italiano di Psicologia, 3(2), 189—221. Reprinted in A. Palmonari (Ed.), (1976). Problemi attuali della psicologia sociale. Bologna: Il Mulino.
- Tajfel, H. & Forgas, J. P. (1981). Social categorization: Cognition, values and groups. In J. P. Forgas (Ed.), Social cognition: Perspectives on everyday understanding. European Monographs in Social Psychology, No. 26. London: Academic Press.
- Tajfel, H. (1956) Guide for the Psychologist — French. Fontaine, C. G. British Journal of Psychology, 47, 237. (book review).
- Tajfel, H. (1956) Perception. Symposium of the Association de Psychologie Scientifique de Langue Française. British Journal of Psychology, 47, 232—233. (book review).
- Tajfel, H. (1958) The teaching of psychology in social science courses. Bulletin of the British Psychological Society, 24, 23-28.
- Tajfel, H. (1964). Problems of international co-operation in social psychological research concerned with new and developing countries. Mimeo Report, US Airforce, 1-91.
- Tajfel, H. (1964). Dei Entstehung der kognitiven und affektiven Einstellungen. In Vorurteile: Ihre Eforschung und ihre Bekaempfung. Politische Psychologie, Band 3. Europaeische Veranstaltung, Frankfurt a.M., 1964, Reprinted in Tajfel. H. (1987). The formation of cognitive and affective attitudes. In Werner Bergmann (Ed.), Error without trial: Psychological research on antisemitism, Vol. 2. Berlin, Federal Republic of Germany: Walter de Gruyter, pp. 542–546.
- Tajfel, H. (1965) European Association for the Advancement of Experimental Social Psychology. Social Science Information, 4, 190—192.
- Tajfel, H. & Dawson, J. K. (Eds.) (1965).Disappointed guests: essays by African, Asian and West Indian students. Oxford University Press. Preface and Epilogue by H. Tajfel & J. L. Dawson.
- Tajfel, H. (1965). European Association for the Advancement of Experimental Social Psychology, Social Science Information, 4, 190—192.
- Tajfel, H. (1966). International co-operation in social Psychology: Some problems and possibilities. Bulletin of the British Psychological Society, 19, 29-36.
- Tajfel, H. (1968). G.W. Allport: obituary. British Journal of Psychology, 59, 103—104.
- Tajfel, H. (1968). Second thoughts about cross-cultural research and International relations. International Journal of Psychology, 213—219.
- Tajfel, H. (1971) Research collaboration in Europe. Social Science Research Council Newsletter, 12, 13.
- Tajfel, H. (1972) Experiments in a vacuum. In, Israel, J. & Tajfel, H. (Eds) The context of social psychology: A critical assessment. (pp. 69–119). London/New York: Academic Press.
- Tajfel, H. (1972). Some developments in European social psychology. European Journal of Social Psychology, 2(3), 307—321.
- Tajfel, H. (1975) Tajfel takes a turn. Contemporary Psychology, 20, 78-79.
- Tajfel, H. (1975) Shaver’s view….not a serious analysis. Contemporary Psychology, 20, 264—265.
- Tajfel, H. & Moscovici, S. (1976). The renaissance of old myths in social psychology. Zeitschrift für Sozialpsychologie (in German translation), 7, 292—297.
- Tajfel, H. (1977). Social psychology and social reality. New Society, 39, 757, 31 Mar, 653—654.
- Strickland, L. H., Aboud, F., Gergen, K., Jahoda, G. & Tajfel, H. (1977) General theory in social psychology. Personality and Social Psychology Bulletin, 2, 148—153.
- Tajfel, H (1977). Social psychology In A. Bullock & O Stalleybrass (Eds), The Fontana dictionary of modern thought. London: Fontana and New York: Harper.
- Tajfel, H., and Fraser, C. (Eds) (1978). Introducing social psychology: An analysis of individual reaction and response. Harmondsworth: Penguin. Reprinted in 1987.
- Tajfel, H. (1979). Individuals and groups in social psychology. British Journal of Social and Clinical Psychology, 18, 183—190.
- Tajfel, H. (1980). Nachwort zur Neuauflage. (Foreword; German translation.) In Fritz Bernstein (Ed.), Der Antisemitismus als Gruppenerscheinung: Versuch einer Sociologie des Judenhasses, Königstein/Taunus: Jüdischer Verlag im Athenäum Verlag. (First edition 1926).
- Tajfel, H. (1980). The «New Look» and social differentiations: A semi-Brunerian perspective. In D. Olson (Ed.), The social foundations of language and thought: Essays in honor of J. S. Bruner. New York: Norton.
- Tajfel, H. (1982). Social justice in social psychology. In Paul Fraisse (Ed.), La psychologie du futur. Paris: Presses Universitaires de France.
- Tajfel, H. (Ed.) (1984). The social dimension: European developments in social psychology, 2 Vols. Cambridge: Cambridge University Press.